# Amata fenestrata
Amata fenestrata là một loài bướm đêm thuộc phân họ Arctiinae, họ Erebidae.